# Mesenchytraeus pelicensis
Mesenchytraeus pelicensis är en ringmaskart som beskrevs av Arturo Issel 1905. Mesenchytraeus pelicensis ingår i släktet Mesenchytraeus, och familjen småringmaskar. Arten är reproducerande i Sverige.